# 魏薩赫河 (布雷根茨河支流)
47°28′30″N 9°51′16″E / 47.47500°N 9.85444°E
魏薩赫河（德語：Weißach），是德國的河流，位於該國東南部，由巴伐利亞負責管轄，屬於布雷根茨河的右支流，河道全長33.5公里，流域面積216平方公里，河口處在多倫附近。